# Čou Jung-kchang
Čou Jung-kchang (čínsky pchin-jinem Zhōu Yǒngkāng, znaky 周永康; * 3. prosince 1942 Wu-si) je bývalý čínský naftař, který vstoupil do nejvyšších politických kruhů a stal se členem stálého výboru politbyra a mocenské frakce prezidenta Ťiang Ce-mina uvnitř Komunistické straně Číny.

## Kariéra
Před vstupem do světa politiky pracoval Čou Jung-kchang téměř 30 let na ropných polích v Čínské národní ropné společnosti, kde se dostal do nejvyššího vedení. Poté, co jeho první manželka zemřela při automobilové nehodě, požádal Čou o ruku neteř bývalého čínského prezidenta Ťiang Ce-mina.

### Politika
V roce 1964 vstoupil do komunistické strany Číny a v roce 1998 opustil Čou Jung-kchang svou pozici v čele Čínské národní ropné společnosti a byl jmenován ministrem pozemků a zdrojů. O rok později se stal Čou stranickým vůdcem v provincii S’-čchuan.
V roce 1999 připravoval tehdejší prezident Ťiang Ce-min celostátní kampaň proti náboženským skupinám v ČLR, do níž si jako svého relativně důvěryhodného společníka zvolil právě Čou Jung-kchanga. Jeho kampaň obsahovala tvrdý úder proti náboženským skupinám v zemi, který zasáhl zejména početnou 70milionovou skupinu následovníků Fa-lun-kungu.
Během jeho návštěvy USA v roce 2001 byla na Čou Jung-kchanga podána praktikujícími Fa-lun-kungu žaloba za zločiny proti lidskosti. Během jeho působení bylo v provincii S’-čchuan v důsledku represí zaznamenáno nejméně 217 potvrzených úmrtí praktikujících Fa-lun-kungu v důsledku mučení a zneužívání.
Vzhledem k jeho aktivní účasti na Ťiang Ce-minově celostátní kampani proti Fa-lun-kungu byl Čou Jung-kchang v prosinci 2002 povýšen na pozici šéfa Ministerstva veřejné bezpečnosti a úspěšně vstoupil do ústředního orgánu komunistického režimu. Jako člen politbyra a sekretariátu Ústředního výboru strany byl Čou zapojen do personálních rozhodnutí týkajících se strany i státu.
V roce 2007 byl Čou Jung-kchang povýšen do čela Politického a legislativního výboru komunistické strany, kde dostal na starost dohled nad všemi orgány vynucujícími právo. Jeho široká kompetence obsahovala řízení zpravodajských služeb, veřejného pořádku, bezpečnosti, soudů a prokuratur.
Stránka Clearwisdom.net zveřejnila informace, že oficiální dokumenty, které unikly z takzvaného Úřadu 610, uvádějí, že tento stranický úřad zřídil předseda Ťiang Ce-min za účelem vymýcení Fa-lun-kungu. Dále uvádí, že do čela úřadu byl jako ředitel jmenován Luo Kan, který úřad zastával od roku 1998 do roku 2007. Na jeho místo byl v roce 2007 dosazen Čou Jung-kchang, který vede úřad dodnes.
Jako šéf Politického a legislativního výboru komunistické strany řídil potlačování protestů rodičů dětí, které zemřely v důsledku zřícení nekvalitních školních budov při zemětřesení v provincii S’-čchuan v roce 2008. Po častých zprávách o protestech mnichů, kteří se na protest upalovali, inicioval vyslání vojska do Tibetu. Také podpořil postup získávání zámořských čínských studentů pro práci pro zpravodajské služby.
List New York Times uvedl, že podle několika uniklých amerických depeší, které se objevili na Wikileaks stál Čou Jung-kchang také za kybernetickými útoky na internetový vyhledávač Google.
Podle zdrojů deníku The Daily Telegraph kontroluje Čou Jung-kchang také monopol na čínském trhu s naftou.

## Wang Li-ťünův incident
1. března 2012 - Deník Velká Epocha (The Epoch Times) zveřejnil informace o tom, že policejní ředitel Wang Li-tün odevzdal na velvyslanectví USA americkému velvyslanci informace o spiknutí tajemníka Po Si-laje a šéfa policejních sil Čou Jung-kchanga, kteří údajně připravují v ČLR převrat. Čínský disidentský server Boxun napsal, že Wang Li-tüna vyšetřují v Pekingu. Pravděpodobně již předal informace o spiknutí Čou Jung-kchanga a Po Si-laje, kteří chtěli zabránit nástupu Si Ťin-pchinga.
4. března 2012 - Deník Velká Epocha zveřejnil informace (o nichž tento deník tvrdí, že mu byly zaslány od anonymního zdroje) popisující obsah předaných dokumentů. Podle tohoto anonyma dokumenty zahrnují důkazy, že Po Si-laj a člen stálého výboru politbyra Ústředního výboru ČKS Čou Jung-kchang chtěli odstranit Si Ťin-pchinga, budoucího předsedu politbyra a chopit se moci. Spiknutí bylo údajně podpořeno vedením komunistické strany, tedy frakcí bývalého předsedy komunistické strany Ťiang Ce-mina.
19. března 2012 - Internetoví mikrobloggeři na Weibo.com tvrdí, že v noci z 19. na 20. března došlo k pokusu o převrat (puč). V Pekingu se objevilo velké množství armádních vozů. Neoznačené armádní složky údajně zrána obsadily všechna důležitá místa vládního komplexu v Čung-nan-chaj i jinde v Pekingu. Vše odstartovala aféra Po Si-laje, jenž byl podle portálu Mingjing News chráněncem člena devítičlenného Stálého výboru politbyra komunistické strany Čou Jung-kchanga, který kontroluje policii a bezpečnostní složky, rozhořel se boj mezi nejmocnějšími členy politbyra. Za soupeřící kliku vůči Čouovi označují čínští blogeři generálního tajemníka Chu Ťin-tchaa a premiéra Wen Ťia-paa, kteří kontrolují armádu. Některá média hovoří o střelbě v centru Pekingu, pohybech obrněných vozidel v metropoli i záhadné nehodě Ferrari, v němž měl zahynout syn člena vlády.

## Vnitrostranické vyšetřování
Od roku 2012, čelil Čou Jung-kchang vnitrostranickému vyšetřování.

## Trest doživotí
11. června 2015 byl bývalý šéf čínských bezpečnostních složek Čou Jung-kchang, odsouzen k doživotnímu trestu odnětí svobody na základě obvinění z korupce. Dle Prvního středního lidového soudu byl obžalovaný souzen již během uzavřeného procesu 22. května 2015, a to na základě obvinění z přijímání úplatků, zneužití státní moci a vyzrazování státních tajemství. Soud uvedl, že obviněnému nebude umožněno podat odvolání.